# Egenfrekvens
För ett svängande system är egenfrekvenser, eller resonansfrekvenser, tendensen hos systemet att vid dessa frekvenser svänga med större amplitud än vid andra. Vid dessa frekvenser kan även små periodiska drivkrafter producera stora amplitudsvängningar, eftersom systemet lagrar vibrationsenergi.
Resonans inträffar när ett system är i stånd att lagra och enkelt överföra energi mellan två eller flera olika lagringssätt (såsom kinetisk energi och potentiell energi i fallet med en pendel). Det finns dock vissa förluster från cykel till cykel, beroende på dämpning. Om systemet ges en extern dämpning, kommer resonansfrekvensen att avvika från det odämpade systemets resonansfrekvens. Vissa system har flera, distinkta, resonansfrekvenser.
Resonansfenomen inträffar med alla typer av vibrationer eller vågor: det finns mekanisk resonans, akustisk resonans, elektromagnetisk resonans, kärnmagnetisk resonans (NMR), elektronspinnresonans (ESR) och resonans av kvantmekaniska vågfunktioner. Resonanta system kan användas för att generera vibrationer av en viss frekvens (till exempel musikinstrument), eller plocka ut specifika frekvenser från en komplex vibration bestående av många frekvenser (till exempel ett filter).
Inom elektroniken kan seriekretsars och parallellkretsars egenfrekvenser beräknas som
{\displaystyle \omega _{0}={\frac {1}{\sqrt {LC}}}}